# Серендибіт
Серендибіт — надзвичайно рідкісний силікатний мінерал, який вперше був відкритий у 1902 році на Шрі-Ланці Дунілом Палітою Гунасекерою та названий на честь Серендіба, старої арабської назви Шрі-Ланки. Мінерал досліджували Ананда Кумарасвамі та Джордж Турленд Прайор.
Мінерал знайдено в скарнах, асоційованих з борним метасоматозом карбонатних порід в зоні інтрузії граніту. Мінерали, що трапляються разом із серендибітом: діопсид, шпінель, флогопіт, скаполіт, кальцит, тремоліт, апатит, грандідієрит, сингаліт, гіалофан, увіт, паргасит, кліноцоїзит, форстерит, варвікіт і графіт.

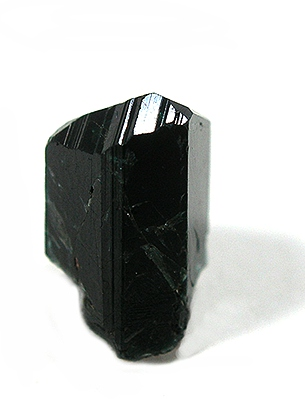
Кристал з Могока, М'янма, розмір: 1 см х 0,7 см х 0,7 см

## Інтернет-ресурси
- Webmineral – Serendibite
- Database-of-Raman-spectroscopy – Serendibite
- American-Mineralogist-Crystal-Structure-Database – Serendibite
- IMA/CNMNC List of Mineral Names; März 2015 (PDF 1,5 MB; S. 159)